# Kościół Najświętszej Maryi Panny Królowej Polski w Świebodzinie
Kościół pw. Najświętszej Maryi Panny Królowej Polski w Świebodzinie – rzymskokatolicki kościół parafialny w Świebodzinie, w województwie lubuskim. Należy do dekanatu Świebodzin – NMP Królowej Polski diecezji zielonogórsko-gorzowskiej.

## Historia

### Okres ewangelicki
Świątynia została wybudowana w latach 1898–1900 jako kościół ewangelicki na miejscu starszej budowli szachulcowej z 1746–1750.

#### Finansowanie
Ponieważ stan techniczny starej budowli był bardzo zły, parafia luterańska zaczęła gromadzić środki na budowę nowej świątyni. Na początku lat 90. XIX wieku. mistrz murarski C. Lochel przedstawił plan trzeciej świątyni imienia Fryderyka w mieście. Zarząd parafii zwrócił się do konsystorza dworu cesarskiego w Berlinie o wsparcie finansowe. W styczniu l898 roku wysoki ochmistrz dworu, książę von Mirbach zajął się osobiście sprawą budowy i poinformował o zamiarze wybudowania nowej świątyni cesarza Wilhelma II. Cesarz przekazał na budowę nowego kościoła 60 000 marek i objął nad nią opiekę. Planowanie i kierownictwo budowy zostało powierzone nadwornemu radcy budowlanemu Gotthilf Ludwig Möckel z Doberan w Meklemburgii.

#### Budowa
Z początkiem września 1898 roku, po zniszczeniu starej budowli, rozpoczęły się zakrojone na dużą skalę prace budowlane. W grudniu 1898 roku zostały ukończone fundamenty, a w dniu 4 maja 1899 roku został położony kamień węgielny. W tej uroczystości brali udział przedstawiciele władz Świebodzina i dworu cesarskiego. Prace postępowały bardzo szybko. Do końca 1899 roku, pod kierownictwem architekta Hagedorna świątynia osiągnęła poziomu dachu, a na początku roku 1900 dach został ukończony. W dniu 11 sierpnia 1900 roku szczyt wieży został ozłocony. W dniu 11 grudnia 1900 roku odbyła się uroczystość poświęcenia nowej świątyni. Było to wielkie święto. Zgromadzili się na niej goście z całego Cesarstwa Niemieckiego.  

#### Centrum luteranizmu
Od 1900 do 1945 roku, kościół imienia Fryderyka stanowił znane centrum luteranizmu na ziemi świebodzińskiej. Do 1945 roku wnętrze zostało nieco przebudowane, ale nie zmieniło to architektury świątyni. W dniu 31 stycznia 1945 roku miasto zajęły wojska sowieckie. Sowieci dokonali w świątyni kilku zniszczeń. Dopuścili się przy tym kradzieży najcenniejszych przedmiotów z wyposażenia świątyni.

### Okres katolicki
W marcu 1945 roku do miasta przybyli pierwsi osadnicy i repatrianci. Początkowo opieka nad farą świętego Michała i kościołem imienia Fryderyka była sprawowana przez katolickiego proboszcza księdza Müllera. W połowie 1945 roku przybył tu – razem z repatriantami – ksiądz Piotr Janik, pochodzący z Brzeżan. W dniu 30 czerwca 1945 roku ksiądz Müller opuścił miasto, a ksiądz Piotr Janik zaczął opiekować się dwoma kościołami miejskimi, 7 wiejskimi i 3 kaplicami w Świebodzinie. W dniu 23 września 1945 roku ksiądz Piotr Janik został mianowany proboszczem świebodzińskiej parafii.
W latach 1945–1981 poewangelicki kościół należał do parafii Św. Michała Archanioła w Świebodzinie i był używany jako tzw. kościół szkolny. W dniu 29 czerwca 1981 roku, dzięki dekretowi Kurii Biskupiej w Gorzowie Wielkopolskim, podpisanemu przez ks. Bpa Wilhelma Plutę parafia Św. Michała została podzielona i utworzona została nowa pod wezwaniem Najświętszej Marii Panny Królowej Polski.

## Galeria

"
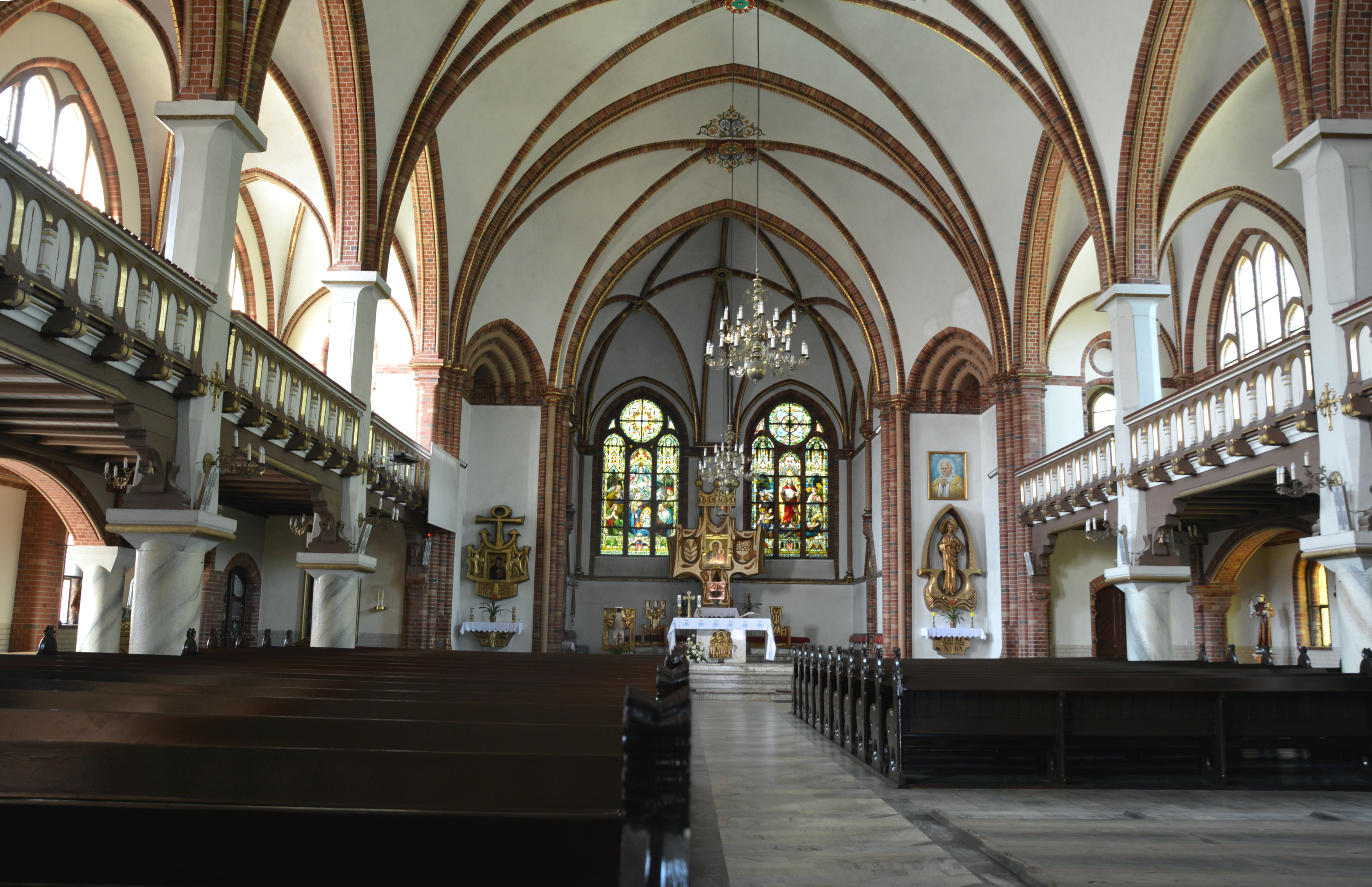
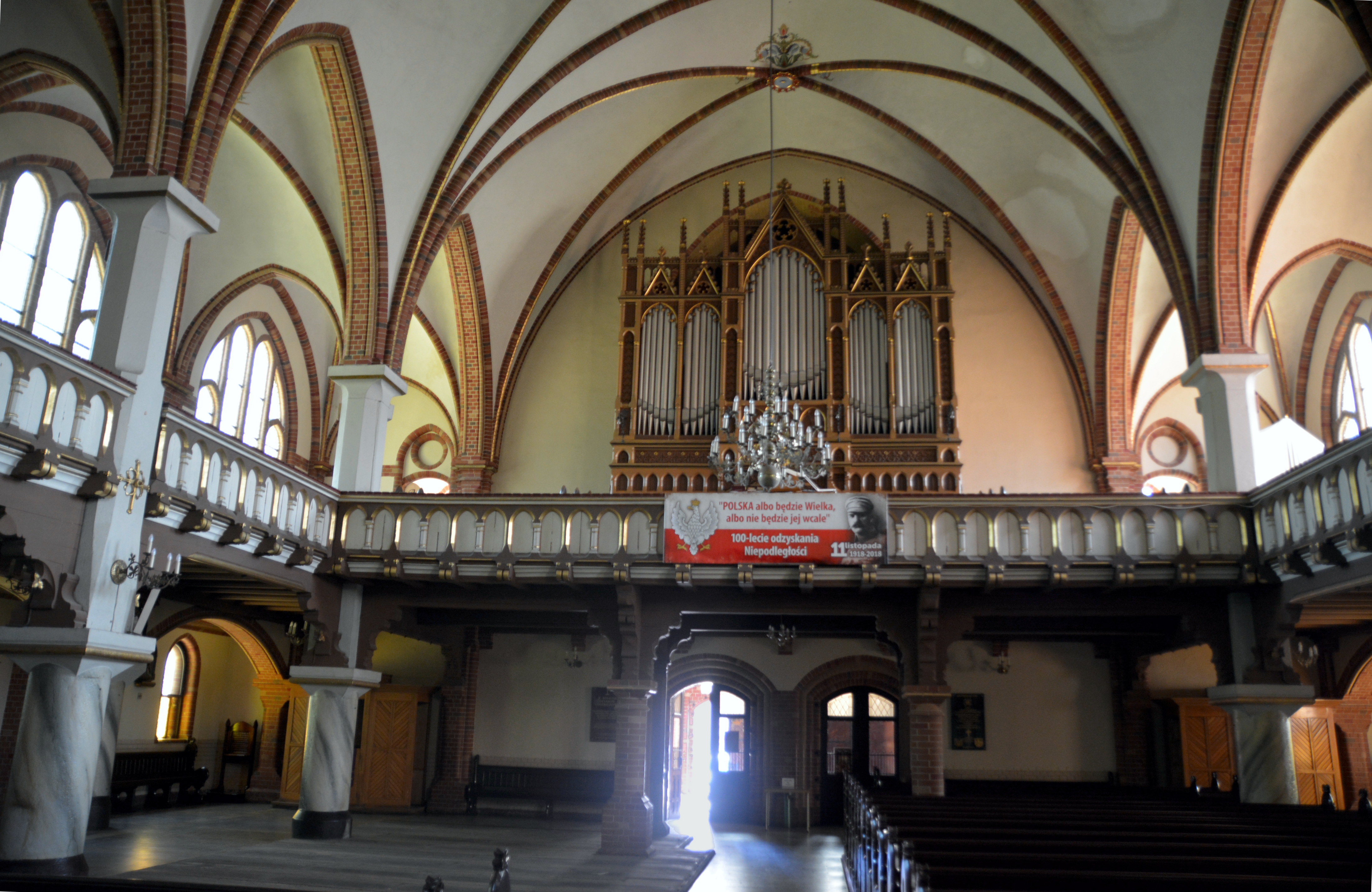